# 오사카 메트로 센니치마에선
오사카 메트로 센니치마에선(일본어: 千日前線)은 오사카 메트로의 노선 가운데 하나이다. 일본 오사카부 오사카시 후쿠시마구에 있는 노다한신역과 이쿠노구에 있는 미나미타쓰미역을 잇는다. 노선 색은 분홍색■이다.

## 개요
오사카시 중심부에서는 신나니와스지(新なにわ筋)와 오사카 미나미(ミナミ)의 번화가를 횡단하는 센니치마에츠(千日前通)의 지하에서 운행된다. 전 구간 중 절반에 해당되는 사쿠라가와역 - 쓰루하시역 구간에는 한신 난바선과 긴테쓰 난바선·오사카선과 병행한다.
오사카 메트로의 8개 노선 중에는 이용객 수는 여섯째(2013년도의 하루 평균 이용자 수는 18만 1,238명)로, 열차는 짧은 4량 편성으로 운행되고 있다. 승강장은 8량 편성대응이지만, 열차가 정차하지 않는 부분에는 펜스가 설치되어, 타 노선으로의 환승통로나 출구로의 통로로 사용되지 않는 경우는 폐쇄되며, 역에 따라서는 자재를 두는 곳도 있고, 해당 부분은 조명도 어두운 상태로 두기도 한다.
뉴트램 난코 포트타운선을 제외한, 오사카 메트로의 모든 지하철 노선과의 환승이 가능하다. 오사카 메트로에서는 처음으로 전역에 LCD 안내판이 설치되었다. 이후 LCD 안내판은 이마자토스지선과 주오선에도 도입되고 있다.
2014년 전 역에 스크린도어가 도입되고, 2015년 1월 13일부터 1인 운행을 실시했다.

### 노선 정보
- 노선 거리(실거리) : 12.6 km (영업 거리시 13.1 km)
- 궤간 : 1435 mm
- 역수 : 14(시종점 포함)
- 복선 구간 : 전구간
- 전철화 구간 : 전구간 전철화(직류 750 V·제3궤조)
- 폐색방식 : 차내신호식(CS-ATC, ATO)
- 최고 속도 : 70 km/h
- 편성 대수 : 4량(1970년-)
- 승강장 최대편성양수 : 8량
- 혼잡률(노다한신행) : 113% (2017년도 : 쓰루하시역→다니마치 9초메역 간)[4]
- 혼잡률(미나미타쓰미행) : 67% (2017년도 : 쓰루하시역→이마자토역 간)[4]

## 역사
- 1969년 4월 16일: 노다한신 ~ 사쿠라가와 구간 개통
- 1969년 7월 25일: 다니마치 9초메 ~ 이마자토 구간 개통
- 1969년 9월 10일: 이마자토 ~ 신후카에 구간 연장 개통
- 1969년 12월 6일: 노선 애칭을 센니치마에선으로 결정
- 1970년 3월 11일: 사쿠라가와 ~ 다니마치 9초메 구간 연장 개통
- 1981년 12월 2일: 신후카에 ~ 미나미타쓰미 구간 연장 개통

## 운행 형태
노다 한신 역 - 미나미 타쿠 역 간의 운전을 기본으로하고 있으며, 평일 아침 러쉬시는 약 4 분 간격, 평일 저녁 러쉬시는 약 5 분 간격, 평일 일중과 토 휴일의 거의 종일은 7 분 30 초 간격 ( 1시간당 8개), 이른 아침·심야는 10분 간격으로 운전된다. 이 밖에 출고를 겸해 이마리발과 아와좌발 열차가 아침 저녁에 여러 운행되고 있다.
노다 한신역에서는 기본적으로 1번선을 사용하고 있지만, 아침 저녁에 몇 개 설정되어 있는 이 역 2번선에 도착하는 열차에는 홈의 설비상의 문제로부터 주의 환기의 안내가 된다. 자세한 것은 「노다 한신 역 # 역 구조」를 참조.
덧붙여 2009년도까지는 나니와 요도가와 불꽃놀이 개최일에 노다 한신발 이마리행의 임시 열차가 몇 개 설정되어 있었다. 2013년 3월 23일의 다이어 개정에서 설정된 노다 한신발 이마리행 종전은 그것을 정기화한 것이다. 이 열차는 2014년 8월 30일 다이아몬드 개정으로 남폭행으로 변경되었고, 이마리행 정기열차는 소멸했다.

## 차량
- 25계

## 역 목록
| 역 번호 | 역 이름        | 일본어 이름 | 거리 (km) | 접속 노선 | 소재지   | 소재지   | 소재지       |
| ------- | -------------- | ----------- | --------- | --- | -------- | -------- | ------------ |
| S11     | 노다한신       | 野田阪神    | 0.0       | 한신 전기 철도 본선(노다역) JR 도자이선(에비에역) | 오사카부 | 오사카시 | 후쿠시마구   |
| S12     | 다마가와       | 玉川        | 0.6       | 오사카 순환선(노다역) | 오사카부 | 오사카시 | 후쿠시마구   |
| S13     | 아와자         | 阿波座      | 1.9       | 주오선 | 오사카부 | 오사카시 | 니시구       |
| S14     | 니시나가호리   | 西長堀      | 2.9       | 나가호리쓰루미료쿠치선 | 오사카부 | 오사카시 | 니시구       |
| S15     | 사쿠라가와     | 桜川        | 3.8       | 한신 전기 철도 한신 난바선 | 오사카부 | 오사카시 | 나니와구     |
| S16     | 난바           | 難波        | 4.9       | 미도스지선, 요쓰바시선 난카이 전기 철도 난카이 본선, 고야선 긴키 닛폰 철도 난바선(오사카 난바역) 한신 전기 철도 한신 난바선(오사카 난바역) 야마토지선(JR 난바역) | 오사카부 | 오사카시 | 주오구       |
| S17     | 닛폰바시       | 日本橋      | 5.6       | 사카이스지선, 긴키 닛폰 철도 난바선 (긴테쓰닛폰바시역) | 오사카부 | 오사카시 | 주오구       |
| S18     | 다니마치 9초메 | 谷町九丁目  | 6.6       | 다니마치선 긴키 닛폰 철도 난바선 (오사카우에혼마치역) 긴키 닛폰 철도 오사카선(오사카우에혼마치 역)                                                               | 오사카부 | 오사카시 | 덴노지구     |
| S19     | 쓰루하시       | 鶴橋        | 7.7       | 오사카 순환선, 긴키 닛폰 철도 오사카 선 | 오사카부 | 오사카시 | 덴노지구     |
| S20     | 이마자토       | 今里        | 9.2       | 이마자토스지선 | 오사카부 | 오사카시 | 히가시나리구 |
| S21     | 신후카에       | 新深江      | 10.1      | | 오사카부 | 오사카시 | 히가시나리구 |
| S22     | 쇼지           | 小路        | 11.1      | 이쿠노구 | 오사카부 | 오사카시 |              |
| S23     | 기타타쓰미     | 北巽        | 12.0      | 이쿠노구 | 오사카부 | 오사카시 |              |
| S24     | 미나미타쓰미   | 南巽        | 13.1      | 이쿠노구 | 오사카부 | 오사카시 |              |